# Pteroptrix sunae
Pteroptrix sunae är en stekelart som först beskrevs av Huang 1991.  Pteroptrix sunae ingår i släktet Pteroptrix och familjen växtlussteklar. Inga underarter finns listade i Catalogue of Life.